# C/2019 S4 (Lemmon)
C/2019 S4 (Lemmon) est une comète du système solaire.
Ce petit corps avait initialement reçu la désignation A/2019 S4 car, bien que se trouvant sur une orbite ayant des caractéristiques typiques de celles des comètes, aucun activité cométaire n'avait été détectée, le plaçant parmi les planètes mineures. À la suite de l'observation d'une telle activité à partir de fin octobre 2019, l'objet a été reclassé comme comète et a alors vu sa désignation officiellement modifiée le 28 mars 2020.
Cet objet a une trajectoire quasi-polaire, avec une inclinaison de 92 degrés, et fortement elliptique, avec une excentricité de 0,986. Son périhélie se trouve à 3,44 unités astronomiques du Soleil. Il y passera le 7/8 avril 2020.
Il a une magnitude absolue de 14,5, ce qui correspond à un diamètre probablement compris entre 2,4 et 7,5 kilomètres.